# Annonciation (Spinello Aretino)
Pour les articles homonymes, voir Annonciation (homonymie).
Annonciation (dénommée en italien : Annunciazione) est une peinture a fresco de Spinello Aretino réalisée à la fin du XIIIe siècle sur les murs de l'église San Domenico à Arezzo (Toscane) en Italie. 

## Historique

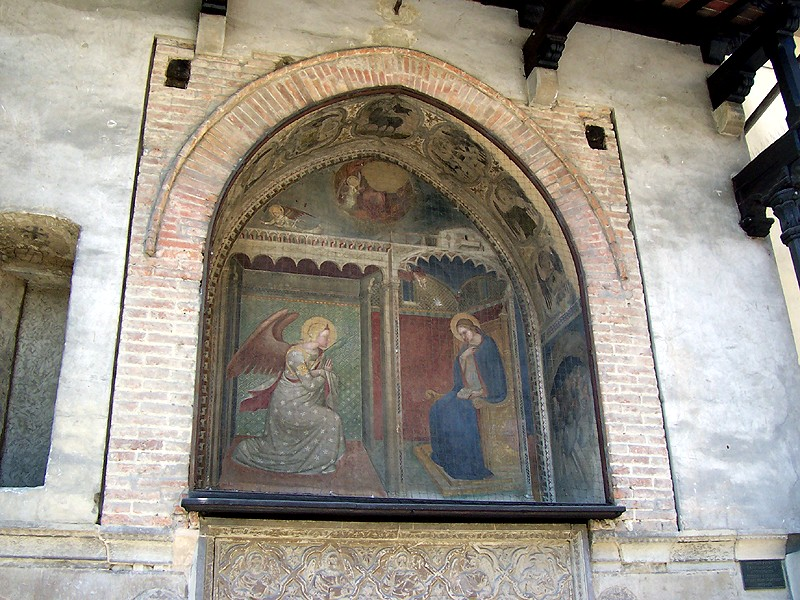
L'Annonciation (ca. 1370) sur l'entrée latérale de l'église Santissima Annunziata d'Arezzo, une œuvre de jeunesse.

Le peintre arétin Spinello Aretino réalise une première Annonciation vers 1370 au-dessus d'une entrée latérale de l'église Santissima Annunziata (it) d'Arezzo. Une quinzaine d'années plus tard, alors qu'il doit réaliser un cycle important intitulé Storie di vita e del martirio di San Giacomo il minore e San Filippo afin de décorer les murs de l'église-basilique San Domenico (construite à partir de 1275), il reprend cette thématique classique de l'iconographie religieuse pour réaliser à nouveau une Annonciation considérée comme une œuvre de maturité. 
Cette seconde Annonciation à San Domenico est réalisée sur la paroi de gauche de la chapelle absidale droite de l'église, probablement entre 1381-1385,.

## Description
Cette fresque reprend l'iconographie classique des Annonciations italiennes de la Renaissance et en particulier de l'École siennoise. Elle présente l'archange Gabriel, auréolé et drapé d'une étole blanche à triple motifs répétés, intégralement agenouillé devant une Vierge Marie annoncée, assise et surprise dans sa lecture, au sein d'un espace partitionné en deux. La représentation utilise un point de fuite lointain, à peine perceptible, créant des volumes géométriques cubiques et rectangulaires simples et répétés.
La gamme chromatique choisie est elle aussi classique : ailes arc-en-ciel et vêtement rose de Gabriel, manteau bleu de Marie vêtue de vert et tentures rouges.